# Microphysa
Microphysa  es un género de plantas con flores perteneciente a la familia de las rubiáceas. Incluye una sola especie: Microphysa elongata (Schrenk) Pobed. in V.L.Komarov (1958).
Es nativo del centro al sudeste de Asia.